# Kachi Koppa, Shimoga
Kachi Koppa là một làng thuộc tehsil Shimoga, huyện Shimoga, bang Karnataka, Ấn Độ.